# John Francis O'Hara
John Francis O'Hara, C.S.C., ameriški rimskokatoliški duhovnik, škof in kardinal, * 1. avgust 1888, Ann Arbor, Michigan, † 28. avgust 1960.

## Življenjepis
9. septembra 1916 je prejel duhovniško posvečenje.
11. decembra 1939 je postal apostolski delegat pri Oboroženih silah ZDA; hkrati je bil imenovan za naslovnega škofa Milase; 15. januarja 1940 je prejel škofovsko posvečenje.
10. marca 1945 je bil imenovan za škofa Buffala; 8. maja 1945 je bil ustoličen.
23. novembra 1951 je bil imenova za nadškofa Filadelfije.
15. decembra 1958 je bil povzdignjen v kardinala in imenovan za kardinal-duhovnika Ss. Andrea e Gregorio al Monte Celio.